# سييرا اليمينتوس

شعار شركة سيررا

سييرا اليمينتوس هي شركة للمواد الغذائية البرازيلية. وهي متخصصة في تطوير وتوزيع منتجات اللحوم. تأسست الشركة في 18 نوفمبر 1956 في بلدة سييرا، سانتا كاتارينا، البرازيل.
أصبحت الشركة أكبر مصدر للحوم الخنزير في البلاد بفضل أعمالها من تصدير منتجات اللحوم والدواجن إلى قارات أخرى مثل أوروبا وآسيا والشرق الأقصى. بدوره، الشركة المتخصصة في سوق الأمريكية اللاتينية والبرازيلي مع منتجات مثل النقانق، لحم الخنزير المقدد، والهمبرغر، ولحم الخنزير والوجبات الجاهزة وغيرها. في عام 2009، أصبحت شركة سييرا شركة متعددة الجنسيات واشترت حصت مارفريج.
وكما هو معروف على سييرا رعايتها للأحداث الرياضية. وكانت الشركة من بين الراعين لنادي سانتوس ومنتخب البرازيل لكرة القدم. في عام 2010، أصبحت واحدة من الرعاة الرسميين ل كأس العالم 2010 التي عُقدت في جنوب أفريقيا، وكذلك رعت شركة سييرا كوبا أمريكا 2011 التي أُقيمت في الأرجنتين.

## وصلات خارجية
الموقع الرسمي للسييرا
http://www.paty.com.ar/